# Joleon Lescott
Joleon Patrick Lescott (ur. 16 sierpnia 1982 w Birmingham) – angielski piłkarz, który występował na pozycji obrońcy. Były reprezentant Anglii.

## Kariera
W wieku 5 lat Lescott miał wypadek samochodowy, w którym doznał poważnych obrażeń głowy. Blizny spowodowane tym wypadkiem są widoczne do dziś.
Na początku swojej kariery występował w juniorskim zespole Grinham Giants gdzie został zauważony przez działaczy klubu Wolverhampton Wanderers F.C. Debiut w pierwszej drużynie osiągnął w wieku 18 lat. W następnych latach wyrobił sobie pewne miejsce w składzie. Był jedną z kluczowych postaci w zespole, która w 2003 roku awansowała do Premiership. Niestety Joleon stracił cały sezon w najwyższej klasie rozgrywkowej na leczenie kontuzji. W 2006 roku trafił do Evertonu F.C., gdzie od razu stał się podstawowym zawodnikiem zespołu Davida Moyesa.
W sierpniu 2009 roku przeszedł do Manchesteru City. W nowym klubie zadebiutował 27 sierpnia w meczu Pucharu Ligi z Crystal Palace. W Premier League pierwszy raz dla Manchesteru City zagrał trzy dni później. 25 października w spotkaniu z Fulham (2:2) strzelił pierwszą bramkę dla City.
20 czerwca 2014 roku Lescott przeszedł do West Bromwich Albion. Z angielskim klubem podpisał dwuletni kontrakt z opcją przedłużenia o kolejne dwanaście miesięcy. Powodem odejścia Lescotta była mało znacząca rola w zespole, w którym pełnił rolę rezerwowego, niezwykle rzadko pojawiając się na boisku.
Po zakończeniu przygody z West Bromwich Albion, Lescott występował jeszcze w Aston Villi, AEK Ateny oraz Sunderlandzie, gdzie po wygaśnięciu umowy w czerwcu 2017 roku zdecydował się na zakończenie piłkarskiej kariery. W późniejszych latach, Anglik często pojawiał się w programach telewizyjnych w charakterze eksperta.
27 listopada 2020 roku, 38-letni Lescott zdecydował się na wznowienie piłkarskiej kariery, parafując krótkoterminową umowę z Racingiem Murcia, występującym na IV poziomie rozgrywkowym w Hiszpanii. Porozumienie pomiędzy Lescottem, a hiszpańskim klubem będzie obowiązywać do 16 grudnia, kiedy Racing Murcia zagra w Copa del Rey przeciwko Levante.
W reprezentacji Anglii zadebiutował 13 października 2007 roku w meczu przeciwko Estonii, kiedy to zastąpił Rio Ferdinanda. Swoją pierwszą bramkę w reprezentacji strzelił na Euro 2012 w meczu fazy grupowej przeciwko reprezentacji Francji (1:1).